# 王紹蘭
王紹蘭（1760年—1835年），字畹馨，又字南陔，晚號晚聞居士，浙江紹興府蕭山縣人，清朝政治人物，同進士出身。

## 生平
少年好學，家貧，以教書所得奉養母親，乾隆五十四年（1789年）拔貢，乾隆五十八年（1793年）三甲進士，任福建屏南縣知縣、閩縣知縣、泉州府知府、福建按察使，累遷福建布政使。嘉慶十九年（1814年）任福建巡撫，主要從事福建之軍政事務。嘉慶二十二年（1817年）因審案有誤，與汪志伊誣陷福建布政使李賡芸，致李賡芸自縊亡，朝廷追究此案，後罷官歸里，居鄉十九年，閉門著述。道光十五年（1835年）逝世。

## 著作
著有《周人說經》8卷、《周人禮堂集義》、《漢書地理志校注》2卷、《管子地員篇注》4卷、《說文段注訂補》6卷、《董仲舒說箋》、《古文尚書逸文考》、《思維居士存稿》等。